# Cichlasoma amarum
Cichlasoma amarum és una espècie de peix de la família dels cíclids i de l'ordre dels perciformes.

## Morfologia
Els mascles poden assolir els 15,8 cm de longitud total.

## Distribució geogràfica
Es troba a Isla Mujeres (costa oriental de la Península de Yucatán).